# The Fid
The Fid (englisch für Der Spleißnagel) ist ein 1640 m hoher und spitzer Berg im südlichen Grahamland auf der Antarktischen Halbinsel. Er ragt an der Ostseite der Mündung des Cole-Gletschers in den Traffic Circle auf.
Erste Luftaufnahmen dieses Bergs entstanden am 28. September 1940 bei der United States Antarctic Service Expedition (1939–1941). Der Falkland Islands Dependencies Survey nahm im Dezember 1958 Vermessungen vor. Das UK Antarctic Place-Names Committee benannte ihn am 31. August 1962 nach seiner Ähnlichkeit mit einem hölzernen Spleißnagel.